# Phú Châu, Đông Hưng
Phú Châu là một xã thuộc huyện Đông Hưng, tỉnh Thái Bình, Việt Nam.

## Diện tích và dân số
Xã Phú Châu có diện tích 4,34 km². Theo Tổng điều tra dân số năm 1999, xã Phú Châu có số dân 5.971 người.

## Địa giới hành chính
Xã Phú Châu nằm ở phía nam của huyện Đông Hưng.
- Phía đông giáp các xã Đông Hợp và Đông Động;
- Phía nam giáp các xã Đông Quang và Trọng Quan;
- Phía tây giáp xã Minh Phú;
- Phía bắc giáp các xã Hợp Tiến, Phong Châu và Nguyên Xá.

## Giao thông
Xã Phú Châu nằm ở phía nam Quốc lộ 39B.